# شيريل جونسون
شيريل جونسون (بالإنجليزية: Cheryl Johnson)‏ هي محامية وقاضية أمريكية، ولدت في 30 سبتمبر 1946 في كولومبوس في الولايات المتحدة.